# Italochrysa neobritannica
Italochrysa neobritannica is een insect uit de familie van de gaasvliegen (Chrysopidae), die tot de orde netvleugeligen (Neuroptera) behoort. 
Italochrysa neobritannica is voor het eerst wetenschappelijk beschreven door Navás in 1913.